# Ступор
Сту́пор (от лат. stupor «оцепенение, оглушённость») — в психиатрии один из видов двигательного расстройства, представляющий собой полную обездвиженность с мутизмом и ослабленными реакциями на раздражение, в том числе болевое. В англоязычной литературе ступором (англ. stupor) также называется глубокое угнетение сознания, практически аналогичное сопору.
Выделяют различные варианты ступорозных состояний:
- кататонический,
- реактивный,
- депрессивный,
- маниакальный ступор.

Кататонический ступор встречается чаще всего, он развивается как проявление кататонического синдрома и характеризуется пассивным негативизмом или восковой гибкостью либо (в наиболее тяжёлой форме) резкой мышечной гипертонией с оцепенением больного в позе с согнутыми конечностями.
Находясь в ступоре, больные не вступают в контакт с окружающими, не реагируют на происходящие события, различные неудобства, шум, мокрую и грязную постель. Они могут не пошевелиться, если случаются пожар, землетрясение или какие-то другие экстремальные события. Больные обычно лежат в одной позе, мышцы напряжены, напряжение чаще начинается с жевательной мускулатуры, затем спускается на шею, позднее распространяется на спину, руки и ноги. В этом состоянии отсутствует эмоциональная и зрачковая реакция на боль. Симптом Бумке — расширение зрачков на боль — отсутствует.
При ступоре с восковой гибкостью, кроме мутизма и обездвиженности, больной длительное время сохраняет приданную позу, застывает с поднятой ногой или рукой в неудобной позе. Часто наблюдается симптом Павлова: больной не реагирует на вопросы, заданные обычным голосом, но отвечает на шёпотную речь. По ночам такие больные могут вставать, ходить, приводить себя в порядок, иногда есть и отвечать на вопросы.
Негативистический ступор характеризуется тем, что при полной обездвиженности и мутизме любая попытка изменить позу больного, поднять его или перевернуть вызывает сопротивление или противодействие. Такого больного трудно поднять с постели, но, подняв, невозможно снова уложить. При попытке ввести в кабинет больной оказывает сопротивление, не садится на стул, но усаженный не встаёт, активно сопротивляется. Иногда к пассивному негативизму присоединяется активный. Если врач протягивает ему руку, он прячет свою за спину, хватает пищу, когда её собираются унести, зажмуривает глаза на просьбу открыть, отворачивается от врача при обращении к нему с вопросом, поворачивается и пытается говорить, когда врач уходит и т. д.
Ступор с мышечным оцепенением характеризуется тем, что больные лежат во внутриутробной позе, мышцы напряжены, глаза закрыты, губы вытянуты вперёд (симптом хоботка). Больные обычно отказываются от еды и их приходится кормить через зонд или проводить амиталкофеиновое растормаживание и кормить в то время, когда проявления мышечного оцепенения уменьшатся или исчезнут.
При депрессивном ступоре при почти полной обездвиженности для больных характерно депрессивное, страдальческое выражение лица. С ними удаётся вступить в контакт, получить односложный ответ. Больные в депрессивном ступоре редко бывают неопрятны в постели. Такой ступор может внезапно смениться острым состоянием возбуждения — меланхолическим раптусом, при котором больные вскакивают и наносят себе повреждения, могут разорвать рот, вырвать глаз, разбить голову, разорвать бельё, могут с воем кататься по полу. Депрессивный ступор наблюдается при тяжёлых эндогенных депрессиях.
При апатическом ступоре больные обычно лежат на спине, не реагируют на происходящее, тонус мышц понижен. На вопросы отвечают односложно с большой задержкой. При контакте с родственниками реакция адекватная эмоциональная. Сон и аппетит нарушены. Бывают неопрятны в постели. Апатический ступор наблюдается при затяжных симптоматических психозах, при энцефалопатии Гайе-Вернике
Диссоциативный ступор, также известный как истерический ступор, встречается при диссоциативных расстройствах и характеризуется отсутствием физической обусловленности. Характерна обездвиженность с выразительной позой, сужение сознания и сохранение аффективных реакций на значимые впечатления. Последнее может выражаться в мимике страдания и слёзах. В МКБ-10 данная разновидность ступора кодируется рубрикой F44.2.